# あなたも挑戦!ことばゲーム
あなたも挑戦!ことばゲーム（あなたもちょうせん ことばゲーム）とは、2004年4月2日から2005年3月25日の間、NHKで毎週金曜の20時から20時45分まで放送されたクイズ番組である。NHKワールド・プレミアムでも時差放送された。当初はNHK BS2でも不定期で放送された時期がある。字幕放送を実施した。
レギュラー放送開始前に2度（2003年8月22日・12月12日）、『ことばゲーム ナポレオンの辞書』のタイトルでパイロット版が放送された。

## 概要
この番組は、女性チームと男性チームに分かれて競い合う内容となっており、両チーム共に毎週3人の有名人がゲスト解答者として出演し、毎週レギュラーで出演するキャプテンがチームを引っ張っていく。女性チームが勝った回数が多かった。
また番組の中盤にあるコーナー「ことばの場」では、毎回ある1つの言葉のルーツを探りに歌手の鳥羽一郎が「ことば一郎」となり、日本全国を回って旅をする。過去2回ほど別コーナーで、ある学校を訪ねて児童（生徒）と先生の対戦による「ブヌヌでバナナ」のゲームの様子も放送された。また、深夜枠（木曜深夜）にも再放送された。
オープニングデーマ終了後の藤井康生の挨拶は『私たち人間は言葉を作って以来、あらゆるものを言葉に置き換えて表してきました。身近な日本語で楽しく遊びましょう。あなたも挑戦!ことばゲーム、司会の藤井康生です。よろしくお願いします。』であった。

## レギュラー出演者
司会
- 藤井康生（当時NHKアナウンサー）

キャプテン
- 高木美保（女性チーム）
- 筧利夫（男性チーム）

「ことばの場」出演
- 鳥羽一郎

ナレーター
- 豊口めぐみ（マスコット・にのきんの声）
- 玄田哲章（ことばの場のナレーター）

## 主なコーナー
三人でも川柳
視聴者からのアイデアで始まったゲームであり、五・七・五からその言葉を当てるコーナーである。
キャプテンが解答役となり、それ以外のメンバーがお題を見てそれぞれ五・七・五を受け持ち、フリップに記述する（正解なら30点）。
隣の解答者の文章は衝立があり見えない為、言葉が重なってしまう事もあった（似た様なゲームにロンQ!ハイランドのMr.川柳源一郎があるが、衝立はなく前の文章を見て書く事が出来る。だが制限時間は10秒しかない）。
ハモって連想
キャプテンのヒントから連想される答えを3人同時に言うコーナーである。
答えがバラバラだったり、一緒でも間違った答えだと不正解である。チャンスは5回あり、最初のヒントで正解すると50点、以下10点ずつ減る。
文殊の知恵
カタカナ語を無理矢理四字熟語にしてもとのカタカナ言葉を当てるコーナーである。
キャプテンに指名されたメンバーの1人が解答席に座り、他のメンバーが四字熟語を考えてフリップに記述する。解答者はチームメンバーを1人ずつ指名（後期は敵チームがメンバーを指名した）していってフリップを見せてもらい、元のカタカナ語を当てる。1人目で正解なら50点、以降30点、10点である。
四字熟語や当て字など答えがすぐに分かってしまうものはNGである。解答席には電子辞書が置かれた。また、視聴者からの投稿作品も番組中やエンディングで紹介された。
オヤジのオヤツ
カナ3文字の言葉が出題され、味方のチーム全員と味方チームが指名した敵チーム1人が3文字のうち1文字を変えてできる言葉を考えてフリップに記述し、ポーカーの役の形式で得点が決まる（初期はブタ0点・ワンペア10点・ツーペア20点・スリーカード30点・フルハウス50点・フォーカード70点・ファイブカード100点。後期はブタ0点・ワンペア10点・ツーペア30点・スリーカード50点・フルハウス70点・フォーカード100点・ファイブカード150点）。従って敵チームの1人はなるべく誰とも被らない語を思いつく必要がある。尚、「リンダ」等の特定できない固有名詞を記述してもセーフとなる｡
最終回では会場に呼ばれた小学生も同時に解答し、5人目は敵チームではなく会場の小学生を1人指名する形で行われた（男性チームは男子生徒、女性チームは女子生徒を指名）。
ことばの場
#概要を参照。
しりとりビンゴ
縦3マス×横3マス、合計9マスにあるテーマに沿った言葉9個がランダムに投げ込まれている。各チームはそれを見ながらしりとりを行う。マスにある単語を言えたらそのマスを取れる。制限時間内に縦横斜めいずれか一列を完全に取れれば得点をゲットできる。得点は150点からスタートし、10秒経つごとに10点ずつ減っていく。
しりとり各駅停車
最終回に登場した新ゲームである。5×5のマスを渦巻き状にしりとりで繋げて進み、ゴールを目指す。何箇所かに障害物の文字があり、それを必ず使って進む。得点方法はしりとりビンゴと同じである。数カ所にオレンジ色のマスがあり、そこでは必ず文字を止めなければならない。
ヒント伝言板
伝言ゲームのようにヒントを書いていき、それをもとに解答するコーナーである。
1. 正解を教えられた1人目が表に2つヒントを書く。
2. 2人目は表にある2つのヒントを見て連想し、好きな方を1つ裏返して改めて1つヒントを書く。
3. 3人目も表にある2つのヒントを見て連想し、2人目が裏返さなかった方を裏返し、改めて1つヒントを書く。

キャプテンは3人目終了時に表にある2つのヒントを見て解答する。正解できない場合は1手ずつ戻す。
表の2つのヒントで正解なら50点、3人目が裏返したヒントを元に戻して正解で30点、2人目が裏返したヒントを元に戻して正解で10点である。
なお、2人目・3人目共に裏返したパネルに自分が見たヒントと同じヒントを書くことはできない。ただし、3人目は1人目が書いて2人目が裏返したヒントは見えないため、ここと重複するヒントを書く可能性があるが、それは認可されている。ヒントは1単語であればよく、形容詞や動詞のヒントも許可されている。
ブヌヌでバナナ
出題される意味不明な文字の並びを聞いて、カエサル暗号の要領で母音を下に1つないし2つずらして元の言葉を当てる、勝負の行方を左右すると言ってもいい本番組の最終コーナーである（連想ゲームで言うところの1分ゲーム）。
（下に2つの例：トーザキーコ→チーズケーキ／ワヲンッーはそのまま）
お行の文字の場合は、その文字の段の最初の文字に戻る。
なお、ャュョァィゥェォが入った言葉は出題されない。
制限時間は1分間である。キャプテンから順番に解答する。パスをして次の解答者に答えてもらう事も可能である。1問正解につき1回戦では10点、2回戦では20点である。また、1回戦では下に1つずらす、2回戦では下に2つずらす問題が出題されていた（最終回では3回戦で上に1つずらす問題が出題された）。
出題する言葉はテーマに沿っており、1回戦はあらかじめ決められているが、2回戦では2つのテーマのうち得点の低いチームが自分たちに有利だと思われるテーマを選択できる。
最高記録は1回戦で15問正解、2回戦では2つずらすパターンでは13問正解、上に1つずらすパターンでは14問正解。なお、1回戦での15問正解と2回戦での13問正解は同じ回で女性チームによって達成され、それまで大差をつけていたはずの男性チームが大逆転での敗北を喫した（司会の藤井アナも思わず『今回こそは男性チームだと思いましたが』とコメント）。
最終回では3回戦行われ、2回戦では会場の小学生から事前テストで選ばれたブヌヌでバナナが得意な小学生の男女それぞれ4人がセットに座って「下に1つずらす」パターンでクイズを行った（1回戦と3回戦は通常通りチームメンバーが解答）。
4択クイズ
最終回のみ出題された形式。2人のゲストがそれぞれ言葉にちなむ4択問題を出題し、各チーム全員が個人で解答。1人が1問正解するごとに10点を獲得。

## 北海道地区での放送について
NHK札幌放送局を始めとする北海道のすべての放送局は『北海道スペシャル』という地域番組を放送する関係上、土曜日、日曜日、祝日の午後の時間帯（放送日時は毎回変わる）に毎回時差放送された。北海道以外でも年数回地域番組放送の関係で時差放送された回もある。尚、時差放送の場合でも字幕放送を実施した。
ちなみに、2004年4月9日放送分では『NHKニュース7』の放送時間延長に伴い、予定されていた『北海道スペシャル』の30分拡大版が放送中止（収録だったため）となり、時差放送での予定を繰り上げて北海道地方も全国放送と同一時刻で放送された日があった。